# Miles de Cogan
Milo de Cogan (fl. 1170–1182) fue un caballero anglonormando de Glamorgan que participó en la conquista normanda de Irlanda sirviendo a las órdenes de Richard de Clare, conde de Pembroke, más conocido como Strongbow.

## Orígenes
Su familia tomó su nombre del manor de Cogan, en Glamorgan, Gales, ahora un suburbio de Penarth, a unos 7 kilómetros al suroeste de Cardiff. El Liber Níger Scutarii de 1166 informa de que Milo poseía Cogan para el mantenimiento de dos caballeros, bajo el señorío de William Fitz Robert, conde de Gloucester (d.1183).

## Carrera
En 1170 Milo fue uno de los caballeros que navegó con Strongbow en su expedición a Irlanda. Fue nombrado condestable del Castillo de Dublín. Después de que los nativos hubieran puesto sitio a la ciudad, Cogan dirigió una salida del castillo derrotando a los sitiadores y consiguiendo levantar el asedio. En 1177 recibió, junto con Robert FitzStephen (m.1183), el Reino de Cork, como concesión feudal para el mantenimiento de 60 caballeros.

## Matrimonio y descendencia
Se casó con Christiana Paynel, una hija de Fulk II Paynel (d.1208), barón feudal de Bampton, Devon. Su progenie incluyó:
- William de Cogan, su heredero como señor de Cogan, que en algún momento antes de 1182 atestiguó tres diplomas de Margam Abbey, Glamorgan. Fue nombrado condestable de Neath Castle, Glamorgan, en algún momento después de 1184.[1]
- Otro posible descendiente fue John de Cogan, que concedió tierras en Penarth a St. Augustine Abbey en Bristol.

## Muerte
Milo de Cogan murió en 1182 durante una reyerta en Desmond.

## Sucesores posteriores
- Richard de Cogan (se cree que fue el hijo de William de Cogan) que en 1207 recibió grandes propiedades en Irlanda. A partir de aquí la sucesión fue la siguiente:[1]
- Juan I de Cogan (m.1278). En la extensión hecha en 1262 se informa de que poseía dos fees en Cogan, valorados en £10. En 1267 obtuvo la baronía feudal de Bampton en Devon, que le fue entregada tras la muerte de Edmundo de Lancaster (m.1296), que la había tomado él como guardián tras la muerte de Auda Paynel (m.1261), esposa de  Juan II de Ballon (m.1275) de Much Marcle, Herefordshire, y heredera de la baronía  Paynel Bampton.
- Juan II de Cogan, hijo del anterior. Recibió la librea de su herencia en 1280/1 y aún vivía en 1320 cuándo aparece como arrendatario en el censo realizado aquel año por Hugh Despencer, Señor de Glamorgan.
- Richard de Cogan (d.1368/9)
- Juan III de Cogan (d.1389), hijo único y último en la línea masculina. Su hermana Elizabeth heredó sus tierras en Irlanda, Devon y Somerset.

Los descendientes de líneas colaterales de esta familia adoptaron el apellido Goggin.